# Jüdischer Friedhof (Ober-Seemen)

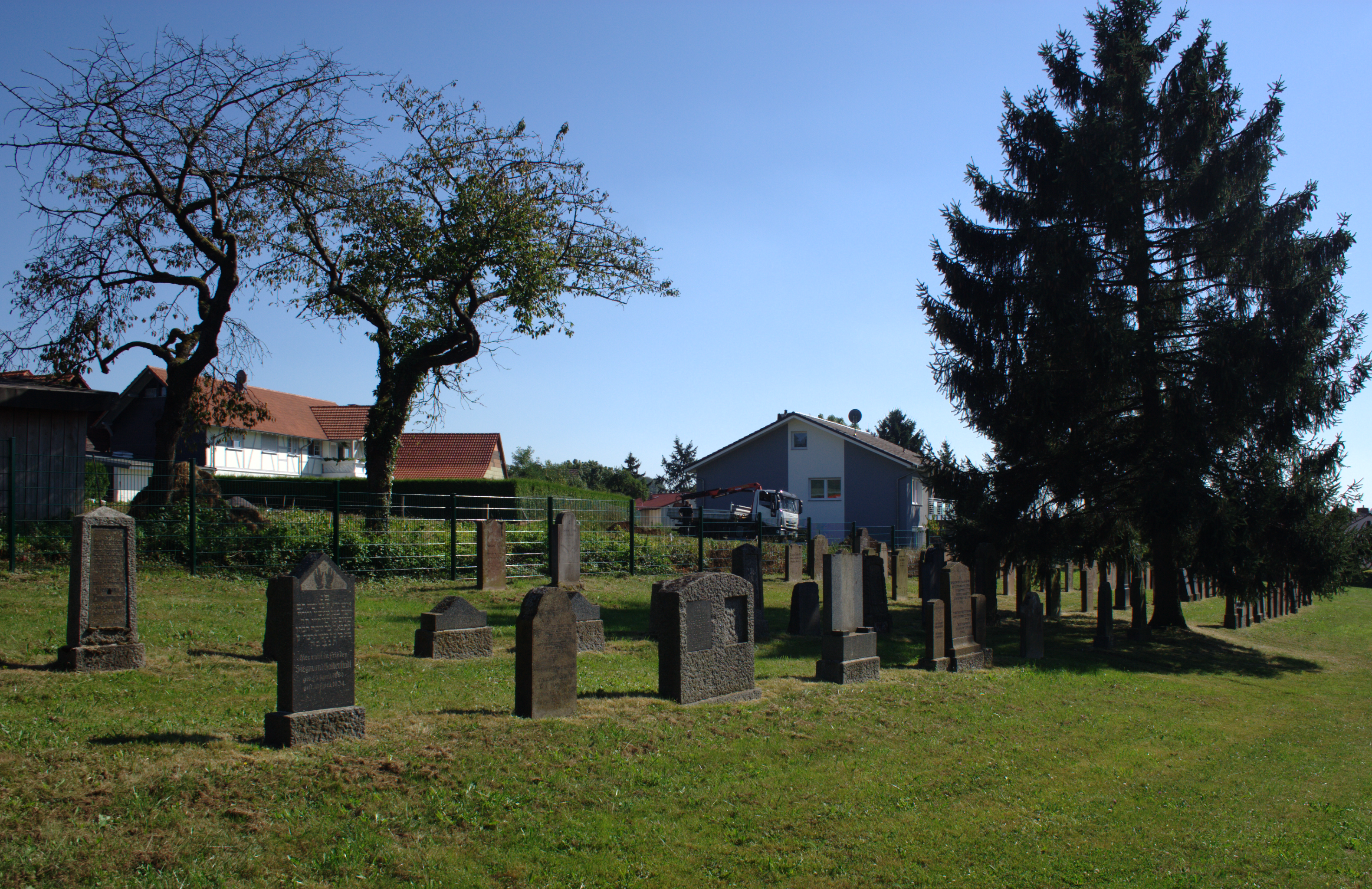
Jüdischer Friedhof in Ober-Seemen

Der Jüdische Friedhof in Ober-Seemen, einem Stadtteil von Gedern im Wetteraukreis in Hessen, wurde im 18. Jahrhundert errichtet. Der jüdische Friedhof, der sich direkt neben dem kommunalen Friedhof befindet, ist ein geschütztes Kulturdenkmal.

## Geschichte
Der Friedhof der jüdischen Gemeinde in Ober-Seemen besteht aus einem alten und einem neuen Teil. Auf dem alten Teil sind die ältesten Grabsteine aus der Zeit um 1760. Die letzte Beisetzung auf dem Friedhof fand 1935 statt.
Auf dem 29,04 ar großen Friedhof befinden sich heute noch etwa 90 Grabsteine. Er wurde im Herbst 2003 umfassend instand gesetzt.